# Козаровицький провулок
Козаровицький провулок — провулок у Дарницькому районі міста Києва, селище Бортничі. Пролягає від Вітовецької вулиці до кінця забудови.
Прилягають Баштанський, Болградський провулки та провулок Дмитра Цвітковського.

## Історія
До 2022 року носив назву 3-й провулок Лермонтова на честь російського поета М. Ю. Лермонтова. Сучасна назва на честь села Козаровичі Вишгородського району, яке перебувало під окупацією під час російсько-української війни.